# Цыганов, Виктор Иванович
Виктор Иванович Цыганов (1933, с. Маколово, Мордовская автономная область — 27 мая 2015, Тверь) — советский партийный и профсоюзный деятель, председатель Калининского (Тверского) областного совета профсоюзов (1987—1992), народный депутат СССР, член Верховного Совета СССР.

## Биография
В 1955 г. с отличием окончил Харьковский институт инженеров железнодорожного транспорта имени С. М. Кирова по специальности «инженер-механик».
Трудовую деятельность начал в Казахстане, где он прошел путь от помощника машиниста депо Кушмурун Карагандинской железной дороги до начальника локомотивного депо.
С 1969 г. — на Калининским вагоностроительном заводе, где он работал начальником бюро вагоносборочного цеха, а затем возглавил партийную организацию предприятия. В 1974 г. перешел на партийную работу в Калининский обком КПСС: заместитель заведующего, заведующий промышленно-транспортным отделом, секретарь Тверского обкома КПСС.
В 1987—1992 гг. — председатель Калининского (Тверского) областного совета профсоюзов.
В 1989 г. был избран народным депутатом СССР от профессиональных союзов СССР.
В 1991—1992 гг. — депутат Верховного Совета СССР. Член Комиссии Совета Союза по вопросам транспорта, связи и информатики и заместитель председателя этой комиссии. Участвовал в разработке новой редакции закона о железнодорожном транспорте СССР.
С 1992 г. вновь работал на Тверском вагоностроительном заводе — в отделе главного конструктора, начальником отдела надежности вагонов, с 2001 по 2008 гг. — помощником генерального директора.
Являлся автором более 100 рационализаторских предложений, владелец 14 авторских свидетельств на изобретения.